# 溫德米爾鎮區 (明尼蘇達州派恩縣)
溫德米爾鎮區（英語：Windemere Township）是位於美國明尼蘇達州派恩縣的一個行政鎮區。

## 歷史
溫德米爾鎮區於1882年設立，得名自位於英格蘭的溫德米爾湖。

## 地方資料
溫德米爾鎮區的面積為92.27平方千米，當中陸地面積為78.77平方千米，而水域面積為13.50平方千米。根據2020年美國人口普查的數據，當地共有人口1620人，而人口密度為每平方千米17.56人。